# Enrico Airoldi
Enrico Airoldi (Cesano Maderno, 8 settembre 1923 – Castellanza, 9 luglio 1994) è stato un bobbista italiano.

## Biografia
Nel 1940 vinse la medaglia d'argento ai Campionati italiani di bob a Cortina d'Ampezzo, insieme al fratello Remo Airoldi
Partecipò con la Nazionale di bob dell'Italia ai Giochi olimpici invernali di Sankt Moritz 1948, dove giunse all'11º posto nel bob a quattro con Nino Rovelli, Vittorio Folonari e il fratello Remo.